# Torre a la carretera de Granera, 70-82 (Castellterçol)
Torre a la carretera de Granera, 70-82 és una obra noucentista de Castellterçol (Moianès) inclosa a l'Inventari del Patrimoni Arquitectònic de Catalunya.

## Descripció
Edifici aïllat de tipologia ciutat-jardí. Té una façana a la plaça de Sant Francesc i l'altre a la carretera de Granera. Consta de planta baixa, pis i golfes. La coberta és a dues aigües. L'edifici té un sòcol de pedra i un potent ràfec remata les quatre façanes. A les golfes hi ha finestres geminades.